# Сражение при Амштеттене
Сражение при Амштеттене (фр. Bataille d'Amstetten) — сражение 5 ноября 1805 года, произошедшее между французским авангардом и русским арьергардом в ходе отступления союзных войск от Браунау во время Войны третьей коалиции.

## Ход сражения
После капитуляции австрийских войск в Ульме, Великая армия Наполеона начала наступление на Вену. Французские и баварские войска преследовали отступающие австрийские части под командованием Кинмайера, которые сумели соединиться с русскими войсками Кутузова под Браунау и оттуда начали отступление, прикрываясь арьергардами. После боя при Штайре авангард маршала Й. Мюрата (25 000 человек) 5 ноября снова наткнулся на пехоту и кавалерию арьергарда П. И. Багратиона почти в трех километрах от Амштеттена.
Багратион расположил свои войска на холмах по обе стороны шоссе, ведущего в Вену. Российская артиллерия заняла огневые позиции вдоль дороги. Французские войска, имея значительное численное превосходство, решительно атаковали позиции русского арьергарда. Сам Мюрат возглавил первоначальный кавалерийский удар силами двух эскадронов против трех австрийских кавалерийских полков, но был отброшен.
Части Багратиона отразили натиск и сами не раз переходили в штыковые контратаки. В помощь Багратиону командующий русской армией генерал М. И. Кутузов послал отряд генерала М. А. Милорадовича. В бою под Амштеттеном отличились гренадерские батальоны Апшеронского и Смоленского полков, которые стремительной контратакой опрокинули французскую пехоту под командованием Ш. Удино. Затем гренадеры Удино отбросили русские войска обратно к Амштеттену, а Мюрат продолжил атаку кавалерией. Сражение завершилось в сумерках отступлением австро-русских войск.
Тем временем армия Кутузова успела полностью переправиться на правый берег реки Ибс и, оторвавшись от преследовавших её войск противника, продолжила отход на восток.

## После сражения
Успешно отбросив наступающий французский авангард силами отряда П. И. Багратиона, Кутузов назначил начальником арьергарда М. А. Милорадовича. Основные же силы отступили через Мельк на Санкт-Пёльтен.
В тот же день, 5 ноября, состоялся ещё один бой у Мелька, недалеко от Амштеттена при участии тех же частей. Милорадович, отразив ряд атак французов, отошёл в порядке к Санкт-Пёльтену.
Мюрат приписал победу в делах себе, из-за того, что сумел заставить русские войска отступать, однако русские же, наоборот, объявили главную задачу выполненной — дать время основным силам Подольской армии отступить.